# Akodon albiventer
Akodon albiventer és una espècie de mamífer rosegador en la família dels cricètids. Es troba a les terres altes de la Serralada dels Andes de l'Argentina, Bolívia, Xile i el Perú entre els 2.400 msnm fins a més de 5.000 m.